# 量能器 (粒子物理)
在粒子物理中，量能器是一种测量粒子能量的实验装置。在粒子加速器中，大多数粒子最终进入量能器并放出粒子簇射，粒子的能量会在量能器释放、被收集然后被测量。能以一种连续的材料将完整的粒子簇射包含在内的量能器，可以一次完整地完成能量测量，否则只能得到部分采样。通常，多个量能器会被分隔安装，以在测量粒子能量的同时获取粒子的位置信息。纵深分隔放置的量能器可以通过观测粒子簇射的形状和能量变化来鉴别进入量能器的粒子种类。量能器的设计是现在粒子物理研究中的一个活跃领域。

## 量能器的类型

### 电磁量能器与强子量能器
电磁量能器是一种特别为测量那些主要参与电磁相互作用的粒子的能量而设计的，而强子量能器则是设计用于测量那些参与强相互作用的粒子的能量的另外一种量能器。量能器对两种相互作用的响应能力可以写为一个比值e/h。一个理想的量能器应该对两种相互作用都有很好的响应，也就是这个比值应该趋于一 

### 均质与采样
采样量能器中将使粒子发射簇射的材料和吸收粒子发射出来的能量的材料分开设置。通常这两种材料会分层相间放置，就像三明治一样。采样量能器可以使用不同的材料来满足实验中不同的需求。例如说，多种材料的其中一种可以选择密度很大的材料，这些材料与粒子的相互作用强，是很好的吸收体，即使这些材料不适合测量能量，也可以用另外一种材料的性能来补充。这种量能器的缺点是只能看到粒子簇射的一部分而不能完整地测量整个簇射，所以探测精度相对较低。 
均质量能器是一种整体使用连续材料的量能器，这种量能器的能量测量精度较高，能提供很好的线性信号。 

## 高能物理实验中的量能器
大多数粒子物理学实验都使用到某种类型的量能器。 在大多数实验中，量能器与其他组件（例如一个中心探测器和一个μ子探测器）协同工作。 所有的探测器组件共同工作以实现重建物理过程的目的。 